# Décès en juillet 2010
Décès
- 2006
- 2007
- 2008
- 2009
- 2010
- 2011
- 2012
- 2013
- 2014

Pour une information complémentaire, voir la page d'aide.

## Juillet 2010
| Date        | Nom                        | Activités | Âge | Source |
| ----------- | -------------------------- | --- | --- | ------ |
| 31 juillet  | Philippe Avron             | Comédien français, Molière du one man show en 1999 et 2002                                                                  | 81  |        |
| 31 juillet  | Suso Cecchi D'Amico        | Scénariste et actrice italienne, scénariste du film Le Voleur de bicyclette et du film Le Guépard                           | 96  |        |
| 31 juillet  | Tom Mankiewicz             | Scénariste, réalisateur et producteur de cinéma américain                                                                   | 68  |        |
| 30 juillet  | Ahmed Abdessalam Bakkali   | Diplomate, poète, romancier, dramaturge, nouvelliste, dramaturge, parolier et traducteur marocain                           | 78  |        |
| 30 juillet  | Paul Guiberteau            | Prêtre catholique français, chanoine et chapelain de Notre-Dame de Paris                                                    | 86  |        |
| 30 juillet  | Otto Joachim               | Compositeur, violoniste, chambriste et altiste canadien                                                                     | 99  |        |
| 29 juillet  | Giancarlo Astrua           | Coureur cycliste italien | 82  |        |
| 29 juillet  | Michèle Causse             | Écrivaine, essayiste, dramaturge et lesbienne radicale française                                                            | 74  |        |
| 29 juillet  | Sabina Mugabe              | Femme politique zimbabwéenne                                                                                                | 75  |        |
| 28 juillet  | Raoul Billerey             | Acteur, cascadeur et maître d'armes français                                                                                | 89  |        |
| 28 juillet  | Issaï Kouznetsov           | dramaturge soviétique | 93  |        |
| 28 juillet  | Pierre Lorthioir           | peintre et dessinateur français                                                                                             | 73  |        |
| 28 juillet  | Bahman Mohassess           | peintre, sculpteur, poète, auteur de pièces de théâtre et traducteur iranien                                                | 79  |        |
| 28 juillet  | Lorenzen Wright            | basketteur américain | 34  |        |
| 27 juillet  | Maury Chaykin              | Acteur canadien | 61  |        |
| 27 juillet  | André Geerts               | Auteur de bande dessinée belge, créateur de Jojo                                                                            | 54  |        |
| 26 juillet  | Mićun Jovanić              | Joueur et entraîneur de football yougoslave puis croate                                                                     | 57  | (hr)   |
| 25 juillet  | Kamel Assaad               | Homme politique libanais | 78  |        |
| 25 juillet  | Pascal Krop                | Journaliste spécialiste du renseignement et des services secrets et écrivain français                                       | 56  |        |
| 25 juillet  | Guy Penne                  | Homme politique français, Sénateur représentant les Français établis hors de France de 1986 à 2004                          | 85  |        |
| 25 juillet  | José Segú                  | Coureur cycliste espagnol                                                                                                   | 75  |        |
| 24 juillet  | Theo Albrecht              | Homme d'affaires allemand, cofondateur du groupe Aldi                                                                       | 88  |        |
| 24 juillet  | Michel Germaneau           | Otage français détenu et exécuté par Al-Qaïda au Maghreb islamique                                                          | 78  |        |
| 24 juillet  | Alex Higgins               | Ancien joueur de snooker nord-irlandais, champion du monde en 1972 et 1982                                                  | 61  |        |
| 24 juillet  | Jean-Louis Pezant          | Juriste français, membre du Conseil constitutionnel de 2004 à sa mort                                                       | 71  |        |
| 24 juillet  | Véronique Silver           | Actrice française de cinéma et de télévision                                                                                | 77  |        |
| 24 juillet  | Georges Wod                | Comédien, metteur en scène et directeur de théâtre romand                                                                   | 74  |        |
| 23 juillet  | Fernand Armenante          | Footballeur français | 57  |        |
| 23 juillet  | Willem Breuker             | Compositeur, saxophoniste et clarinettiste de jazz néerlandais                                                              | 65  |        |
| 21 juillet  | Léon Alpsteg               | Footballeur français | 81  |        |
| 21 juillet  | Luis Corvalán              | Homme politique chilien, secrétaire du Parti communiste chilien de 1959 à 1989                                              | 93  |        |
| 21 juillet  | Anthony Rolfe Johnson      | Ténor britannique | 69  |        |
| 19 juillet  | Cécile Aubry               | Écrivaine, scénariste, réalisatrice et actrice française, créatrice et scénariste du feuilleton télévisé Belle et Sébastien | 81  |        |
| 19 juillet  | Stephen Schneider          | Climatologue américain | 65  |        |
| 18 juillet  | Jean Aubert                | Footballeur français | 86  |        |
| 18 juillet  | Jorge Cepernic             | Homme politique argentin | 95  |        |
| 18 juillet  | Philippe Faure             | Comédien, metteur en scène, auteur français, directeur du théâtre de la Croix-Rousse de 1994 à sa mort                      | 58  |        |
| 17 juillet  | Arthur                     | Journaliste et écrivain français                                                                                            | 71  |        |
| 17 juillet  | Sacha Briquet              | Acteur français | 80  |        |
| 17 juillet  | Bernard Giraudeau          | Acteur, réalisateur, producteur, scénariste et écrivain français                                                            | 63  |        |
| 16 juillet  | Alice Colonieu             | Céramiste française | 85  |        |
| 16 juillet  | James Gammon               | Acteur américain | 70  |        |
| 16 juillet  | Jean Montreuil             | Biochimiste français | 89  |        |
| 15 juillet  | Hank Cochran (en)          | Chanteur et compositeur américain de musique country                                                                        | 74  |        |
| 15 juillet  | Nicolas Dieu               | Jockey français | 25  |        |
| 15 juillet  | Peter Fernandez            | Comédien et scénariste américain                                                                                            | 83  |        |
| 15 juillet  | Daisuke Ochida             | Chanteur japonais, membre des groupes de visual kei kagerou et the studs                                                    | 31  |        |
| 15 juillet  | Yandé Codou Sène           | Chanteuse sénégalaise, griotte officielle du président Léopold Sédar Senghor.                                               | 78  |        |
| 14 juillet  | Michael Kerruish           | Premier deemster de l'île de Man, de 2003 à 2010                                                                            | 61  |        |
| 14 juillet  | Charles Mackerras          | Chef d'orchestre australien                                                                                                 | 84  |        |
| 13 juillet  | Georges Bortoli            | Journaliste français | 87  |        |
| 13 juillet  | Jean-Jules Chasse-Pot      | Sculpteur français | 77  |        |
| 13 juillet  | Nino Defilippis            | Ancien cycliste italien, champion d'Italie sur route en 1960 et en 1962                                                     | 78  |        |
| 13 juillet  | André Kagwa Rwisereka      | Homme politique rwandais, assassiné                                                                                         | 60  |        |
| 13 juillet  | George Steinbrenner        | Propriétaire des Yankees de New York                                                                                        | 80  |        |
| 12 juillet  | Pius Njawé                 | Journaliste camerounais, fondateur du journal Le Messager et prix de la libre expression en 1991                            | 53  |        |
| 12 juillet  | Harvey Pekar               | Scénariste de bandes dessinées américain                                                                                    | 70  |        |
| 10 juillet  | Aldo Sambrell              | Acteur espagnol | 79  |        |
| 10 juillet  | Pierre Maguelon            | Comédien français ayant joué dans la série télé Les Brigades du Tigre                                                       | 76  |        |
| 10 juillet  | Sugar Minott               | Chanteur, producteur et musicien de reggae jamaïquain                                                                       | 54  |        |
| 9 juillet   | Clément Guillon            | Évêque émérite de Quimper et Léon de 1988 à 2007                                                                            | 78  |        |
| 9 juillet   | Nobuyoshi Tamura           | Professeur d'aïkido | 77  |        |
| 8 juillet   | Gianni Bertini             | Peintre italien | 87  |        |
| 7 juillet   | Sándor Páll                | Homme politique serbe | 56  |        |
| 6 juillet   | Jacques Bouteloup          | Ancien professeur de classes préparatoires aux grandes écoles                                                               | 91  |        |
| 6 juillet   | Igor Misko (en)            | Joueur de hockey sur glace russe                                                                                            | 23  |        |
| 5 juillet   | Paul Ambille               | Peintre français | 79  |        |
| 5 juillet   | Bob Probert                | Ancien joueur de hockey sur glace canadien                                                                                  | 45  |        |
| 5 juillet   | Cesare Siepi               | Chanteur lyrique italien | 87  |        |
| 5 juillet   | Nasr Hamid Abû Zayd        | Professeur d'études islamiques égyptien et théologien libéral                                                               | 66  |        |
| 4 juillet   | Mohammad Hussein Fadlallah | Grand ayatollah libanais, guide spirituel du Hezbollah                                                                      | 74  |        |
| 4 juillet   | Francis Vacher             | Producteur de télévision français et chanteur du groupe Licence IV                                                          | 53  |        |
| 3 juillet   | Abderrahmane Bentounès     | Homme politique français puis algérien.                                                                                     | 97  |        |
| 3 juillet   | Herbert Erhardt            | Footballeur allemand, ayant remporté la coupe du monde 1954                                                                 | 79  |        |
| 3 juillet   | Michel Morvan              | Batteur du groupe de folk belge Urban Trad                                                                                  | 44  |        |
| 3 juillet   | Mohammed Daoud Odeh        | Cerveau du groupe Septembre noir lors de la prise d'otages des Jeux olympiques de Munich                                    | 73  |        |
| 2 juillet   | Mahfoud Ali Beiba          | Homme politique sahraoui | 57  |        |
| 2 juillet   | Laurent Terzieff           | Comédien et metteur en scène français                                                                                       | 75  |        |
| 2 juillet   | Werner Wälchli             | Graphiste, lithographe et peintre suisse                                                                                    | 88  | (de)   |
| 1er juillet | Francisco Claver           | Prêtre jésuite philippin |     |        |
| 1er juillet | Arnold Friberg             | Peintre américain | 96  |        |
| 1er juillet | Ilene Woods                | Actrice et chanteuse américaine, voix de Cendrillon                                                                         | 81  |        |